# Hội chứng mất đoạn 2p15-16.1
Hội chứng mất đoạn 2p15-16.1 là một bệnh di truyền rất hiếm gây ra bởi một mất nhỏ trong cánh tay ngắn của người nhiễm sắc thể số 2. Mô tả lần đầu tiên ở hai bệnh nhân năm 2007, năm 2013 chỉ có 21 những người đã được báo cáo là có rối loạn trong tài liệu y khoa.